# 大还魂
大还魂（学名：Stephania cephalantha），又名玉笑葛藤，为毛茛目防己科千金藤属下的一种植物。該植物原产于中國大陸、台灣和越南。

## 扩展阅读
- 維基物種上的相關：大还魂

1. ↑  . Flora of China.   [13 October 2021]. （原始内容存档于2021-10-27）.